# Георгиу, Наталья Константиновна
Наталья Константиновна Георгиу (рум. Natalia Gheorghiu; 29 ноября [12 декабря] 1914, Манзыр, Бендерский уезд, Бессарабская губерния, Российская империя — 4 февраля 2001, Кишинёв, Республика Молдова) — молдавский и советский медик, детский хирург, профессор (1960), доктор медицинских наук (1984), заслуженный деятель науки Молдавской ССР (1961), член-корреспондент Академии медицинских наук СССР (1971) и Академии наук Молдавии. Депутат Верховного Совета СССР III и IV созывов.

## Биография

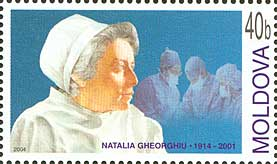
Почтовая марка Молдовы с изображением Натальи Георгиу

Родилась 29 ноября (12 декабря) 1914 года в селе Манзыр Бессарабской губернии (ныне — село Лесное в Одесской области Украины).
В 1940 году с отличием окончила медицинский факультет Бухарестского университета, а позже Институт медицинских исследований при Академии медицинских наук СССР.
Работала врачом-хирургом. Во время Великой Отечественной войны — хирург военно-полевых госпиталей. В 1949 году защитила в Кишинёве диссертацию на соискание степени кандидата медицинских наук «Хирургическое лечение ампутационных культей бедра и голени». В 1953 году получила степень доктора медицинских наук, защитив в Москве диссертацию «Экспериментально-морфологический анализ патологического процесса, развивающегося в результате ампутации конечности у собак».
В 1957 году специализировалась на хирургии ребенка, после создания в 1960 году кафедры детской хирургии, была назначена начальником отделения.
Наталья Георгиу была первым доктором медицинских наук Молдавии, которой были присвоены звания доцента, профессора, заслуженного деятеля науки, члена-корреспондента Академии медицинских наук СССР и Академии наук Республики Молдова.

## Научная деятельность
Наталья Георгиу внесла значительный вклад в решение проблем в области травматологии, ортопедии, хирургии мочевыводящих путей, брюшной полости и торакальной хирургии, в лечение заболеваний кровеносной системы, хирургической патологии новорожденных.
В круг основных научных и практических интересов Н. Георгиу входили пластическая хирургия, её огромный научных потенциал позволил ей сделать научные разработки на уровне международных стандартов и последовательно внедрять их в практику охраны здоровья детей. Методы медицинской диагностики и лечения хирургических заболеваний и пороков развития, разработанные профессором Георгиу, вошли в мировую педиатрическую хирургию.
Академик Н. Георгиу прилагала большие усилия для развития детской хирургии в Молдове, была одним из инициаторов создания Национального научно-практического центра детской хирургии (в настоящее время Центр детской хирургии «Наталья Георгиу»).
Школа Н. Георгиу представлена 6 профессорами, 15 конференциарами, 20 докторами медицинских наук. Наталья Георгиу является автором 650 публикаций, в том числе 6 монографий.

## Награды
За свою плодотворную деятельность была награждена 4 орденами и 11 медалями, в том числе, орденом Трудового Красного Знамени, Дружбы народов, орденом Республики Молдавия, медалью Международного комитета по защите мира, была почётным гражданином Кишинёва (1977).

## Память
- В столице Молдавии её имя носит улица в центре города (ул. Академика Натальи Георгиу) и средняя школа (Лицей «Наталья Георгиу»).
- Перед Национальным научно-практическим центром детской хирургии им. Натальи Георгиу установлен бронзовый бюст.
- В ноябре 2004 года в Кишиневе была создана Ассоциация детской хирургии им. академика Натальи Георгиу.
- 30 апреля 2004 года в ознаменование 90-й годовщины со дня рождения выдающегося хирурга, почта Молдовы выпустила марку с её изображением.